# Графічний процесор

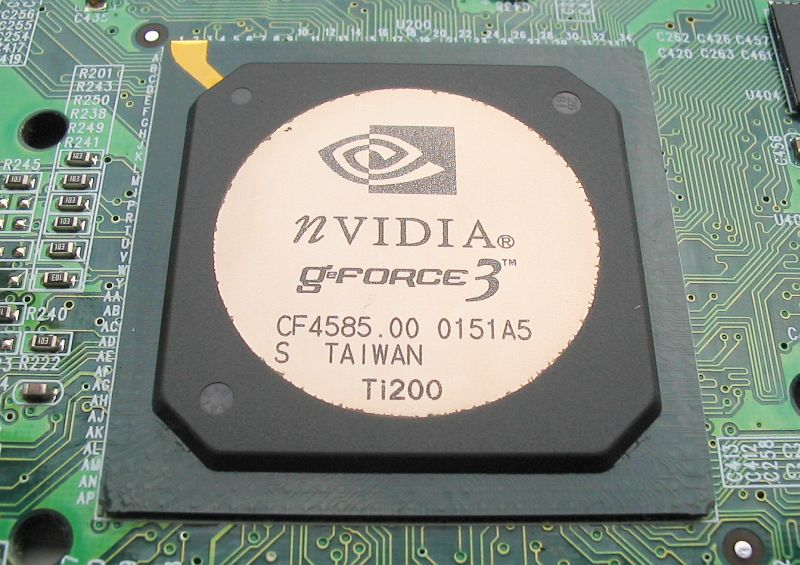
Графічний процесор NVidia GeForce3

Графічний процесор (англ. graphics processing unit, GPU) — окремий пристрій персонального комп'ютера або ігрової приставки, виконує графічний рендеринг. Сучасні графічні процесори дуже ефективно обробляють і зображують комп'ютерну графіку, завдяки спеціалізованій конвеєрній архітектурі вони набагато ефективніші в обробці графічної інформації, ніж типовий центральний процесор.
Графічний процесор в сучасних відеоадаптерах використовується як прискорювач тривимірної графіки, але в деяких випадках його можна використовувати і для обрахунків (GPGPU). Обчислювальними особливостями в порівнянні із CPU є:
- архітектура, максимально націлена на збільшення швидкості обчислень текстур та складних графічних об'єктів;
- обмежений список команд.

## Історія

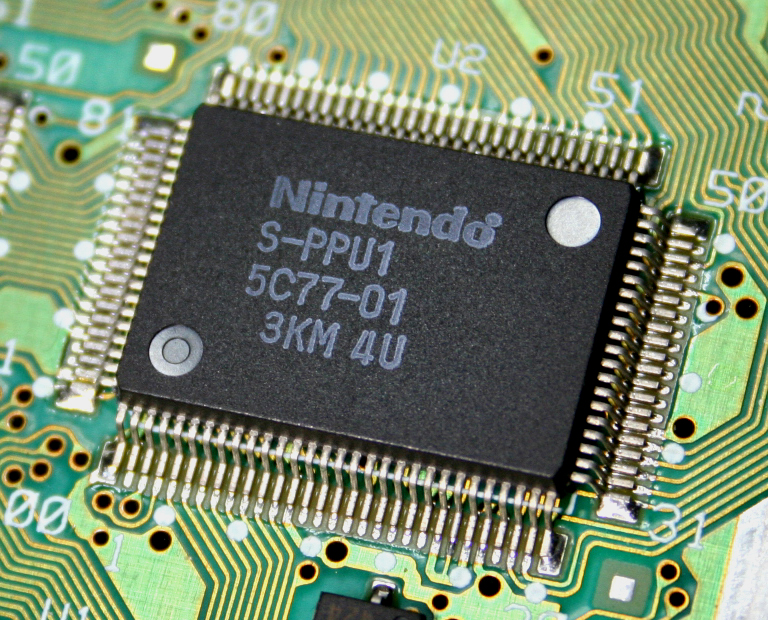
Графічний процесор гральної приставки SNES

### Графічні прискорювачі
- Графічний процесор — це процесор, який знаходиться на відеокарті, і призначений для обчислень із рухомою комою, чи аналогічними.

- Графічний акселератор містить певні мікрочипи, які містять спеціальні математичні операції, зазвичай використовувані у графічній візуалізації. Ефективність мікрочипів визначає ефективність роботи графічного прискорювача. Вони в основному використовуються для гри в 3D-іграх чи потужного 3D-рендеринга.

- Графічний процесор здійснює ряд графічних примітивних операцій таким чином, щоб зробити їх запуск набагато швидше, ніж промальовування їх на екрані прямо з центрального процесора. Найпоширенішими операціями для ранньої 2D-графіки були операції пересилання блоків зображення[en] (об'єднуються кілька моделей використання растрових операндів), які, як правило виконують спеціальні апаратні компоненти, які називають «блітерами», і операції для малювання прямокутників, трикутників, кіл і дуг.

#### 1970-ті роки
Розробники чипів ANTIC та CTIA впровадили апаратне керування змішаних графічного та текстового режимів, позиціювання спрайта та його відображення (апаратна форма блітингу), а також інші ефекти на сімействі 8-бітних комп'ютерів Atari. У чипах ANTIC був відокремлений процесор для промальовування (в програмованій формі) тексту та графічних даних на відеовихід. Розробник чипа ANTIC, Джей Майнер, потім розробляв графічний чип для Commodore Amiga.

#### 1980-ті роки
Commodore Amiga був першим масовим комп'ютером, в якому був наявний блітер у відеоапаратній складовій. Amiga був наділений повноцінним графічним акселератором, який забезпечував практично всю відеофункціональність апаратними засобами, включаючи лінійну графіку, заповнення ділянок, поблокове перенесення малюнків, а також графічним співпроцесором із власним (хоч і примітивними) набором інструкцій. У попередниках (а на більшості систем і деякий час пізніше) обробку кожного аспекту промальовування дисплея доводилося проводити центральному процесору загального призначення.
Контролер дисплея IBM 8514 був здатен до обробки деяких примітивних 2D-функцій на апаратному рівні.[джерело?]

#### 1990-ті роки
На початку 1990-х сплеск використання операційних систем Microsoft Windows призвів до збільшення інтересу до високопродуктивного, високороздільного 2D-обладнання растрової графіки (які до цього домінували на робочих станціях під керуванням UNIX та Apple Macintosh). Початок домінування Windows на ринку ПК означав, що відтепер постачальники можуть зосередити зусилля на розробці єдиного інтерфейсу програмування, Graphics Device Interface (GDI).